# Jozef Maximilián Petzval
Jozef Maximilián Petzval (in tedesco Joseph Maximilian Petzval; Spišská Belá, 6 gennaio 1807 – Vienna, 19 settembre 1891) è stato un matematico, fisico e inventore slovacco, conosciuto soprattutto per i suoi lavori nel settore dell'ottica.
Nacque nella città di Spišská Belá nel Regno d'Ungheria, nell'odierna Slovacchia.
Petzval studiò all'Institutum Geometricum (al giorno d'oggi l'Università di Tecnologia e di Economia di Budapest) di Buda (oggi parte di Budapest). Diresse l'Istituto di Geometria Pratica e Architettura Idrologica tra il 1841 e il 1848. Più tardi, accettò la cattedra di matematica all'Università di Vienna. Petzval diventò membro dell'Accademia ungherese delle scienze nel 1873.
Petzval è considerato uno dei più grandi fondatori dell'ottica geometrica, della fotografia e della cinematografia. Tra le sue invenzioni si ricordano le lenti da ritratto Petzval e i binocoli da teatro, ancora in uso oggi. Egli è anche accreditato per la scoperta della Trasformata di Laplace ed è anche noto per il suo ampio lavoro sull'aberrazione ottica.

## Biografia
Nel 1801 il padre di Joseph Petzal sposò Zuzana Kreutzmann, nata a Spišská Belá. La coppia ebbe sei figli: Gustáv Adolf (1800–1803), che morì prematuramente; Nestor Aemilianus (1804–1806); Joseph Maximilián (1807 - 1891); Petrol Baltazár (1809–1889); e tre figlie. Nel 1810, la famiglia si trasferì a Kežmarok e nel 1819 a Levoča.
Tutta la famiglia aveva un'attitudine per la tecnologia. Il padre di Joseph lavorò come insegnante alla scuola evangelica di Spišská Belá, poi come organista prima a Spišská Belá e poi a Kežmarok.
Fu, inoltre, un direttore d'orchestra e un geodeta a Levoča. Ebbe una rilevante reputazione di musico e compositore, e fu premiato anche in campo della meccanica. Nel 1824, gli furono dati due premi: uno per dei miglioramenti all'orologio a pendolo e uno per studi in campo tipografico (macchina da scrivere). Il fratello di Joseph, Petrol Baltazár Petzval, fu un matematico, ingegnere e astronomo di rilievo.
Joseph Petzval frequentò le scuole elementari e i primi anni delle medie a Kežmarok e gli ultimi anni nel ginnasio di Podolínec. Il 1º ottobre 1819, ritornò dalla sua famiglia a Levoča per incominciare il liceo. Sia alle elementari che al liceo si distinse come il migliore della classe in latino (lingua ufficiale del Regno d'Ungheria) e religione; faticava, invece, con l'ungherese. Punto debole era anche la matematica, ma quando giunse a Levoča migliorò molto.
Un altro aneddoto su Petzval è il seguente: la famiglia di Joseph era intenzionata a fare di lui un calzolaio; durante le vacanze estive dopo il quarto anno delle elementari lesse il Documento Analitico sugli Elementi della Matematica del matematico tedesco Hauser. In quel periodo, si stava preparando a frequentare un corso di recupero in matematica; dopo la lettura del libro, il giovane Joseph, da allievo impreparato diventò un genio della matematica.
Dopo aver terminato il liceo, Petzval decise di iscriversi alla facoltà di ingegneria all'Institutum Geometricum. Prima di ciò dovette completare un liceo di due anni (dal 1823 al 1825) a Košice; quando giunse in questa città, Petzval era già molto orientato al latino, alla matematica analitica, alla letteratura classica e alla stilistica. Oltre allo slovacco, era in grado di parlare perfettamente la lingua ceca, il tedesco e l'ungherese. Grazie agli insegnamenti del padre, imparò anche il francese e l'inglese.
Dopo il liceo, Petzval lavorò per un anno come educatore presso il conte Almássy nel comitato di Heves. Oltre ad assicurargli un buon guadagno, questa esperienza gli offrì l'opportunità di entrare in contatto con personalità di spicco. Tra il 1826 e il 1828, Joseph studiò presso l'Università di Tecnologia e di Economia di Budapest, dove si laureò in ingegneria nel 1828. Sempre nello stesso anno, si unì al programma di lauree dell'università, e, nel 1831, ottenne la cattedra del Dipartimento di Fisica. Nel frattempo dal 1828 al 1835, lavorò come ingegnere urbano per la città di Buda — in modo particolare si occupò di progetti volti a combattere le alluvioni e per la realizzazione della rete fognaria — e studiò matematica, meccanica e geometria applicata. Fu l'autore di un progetto mai realizzato per la costruzione di un canale di navigazione attorno a Buda. Nel 1830, gli argini progettati da lui salvarono la città da un'esondazione del Danubio. Dopo aver ricevuto il dottorato di ricerca nel 1832, insegnò come professore associato presso l'università. Durante questo periodo, ricevette anche una laurea in matematica: nel 1835 fu nominato professore universitario di matematica.
Dopo essere stato invitato dall'Università di Vienna nel 1836, Joseph Petzval accettò il posto di preside della facoltà di matematica nel 1837, e lavorò fino al 1877 come professore di matematica. Oltre a questa disciplina, si occupò anche di meccanica, balistica, ottica e acustica. Le sue lezioni sulla teoria delle equazioni algebriche, che integrano le equazioni lineari e differenziali a coefficienti costanti e variabili, balistica, teoria acustica e altre aree, erano di alta qualità ed erano molto frequentate.
Nel 1840, progettò il suo famoso obiettivo da ritratto. Il 1845 fu un anno segnato da contenziosi con l'imprenditore Peter Wilhelm Friedrich von Voigtländer (1812–1878) riguardo al diritto di produrre le lenti di Petzval. Nel 1859, la casa di Joseph fu derubata, ed i suoi manoscritti — il risultato di anni di ricerca — andarono persi. Petzval non riuscì più a recuperare i documenti persi. Il suo prezioso libro sulle tecniche ottiche, perso insieme ai manoscritti, non fu mai stampato. Da allora in poi, egli si occupò principalmente di acustica e si ritirò gradualmente dalla società. La società con Carl Dietzler fallì nel 1862; Dietzler morì nel 1872.
Nel 1869, all'età di 62 anni, Petzval sposò la sua domestica, che però morì quattro anni più tardi. Nel 1877, smise di tenere lezioni, si ritirò in un monastero sul monte Kahlenberg e diventò un eremita. Morì a Vienna nel 1891, amareggiato, quasi dimenticato e povero. La sua tomba si trova al Cimitero Centrale di Vienna. La tristezza al termine della sua vita, probabilmente, fu dovuta da un lato alle continue polemiche con Voigtländer, la perdita dei suoi manoscritti e il fallimento societario, e, dall'altro, dal fatto non è mai stato veramente riconosciuto per il lavoro di una vita nel campo dell'ottica. Poco prima di morire, Petzval disse:
"Ho sconfitto la luce, la tengo stretta in mano, perché nel mondo c'è troppa oscurità".

### Vita privata e hobby
Petzval era un buon cacciatore e un distinto cavaliere (presumibilmente, mentre fu docente a Vienna, si recava alle sue lezioni su un cavallo arabo nero). Da fanciullo, spesso andava a passeggiare con la famiglia sulle montagne degli Alti Tatra, ed era anche un bravo atleta. A Vienna, fu per lungo tempo un ottimo schermitore e il più abile combattente della città. Dal padre ereditò anche un eccellente talento per la musica.
Joseph era molto riservato e non gli piaceva parlare della sua vita privata; il Dr. Ermenyi, nel suo libro "La Vita del Dr. Josef Petzval"
"...si spinse fino al punto di evitare di inserire sempre un punto di nudo: ad esempio nell'annuario dell'Accademia Imperiale di Scienze, le generalità dei membri apparivano sopra i suoi dati anagrafici"
Nell'ultimo periodo della sua vita, si ritirò sul monte Kahlenberg, isolandosi sempre di più, con il suo cavallo come unico compagno, nonostante diverse accademie scientifiche lo avessero nominato membro (membro dell'Accademia di Scienze a Vienna (1846/1849), membro esterno dell'Accademia di Scienze Ungherese (1873), membro onorario dell'Unione dei matematici e fisici Cechi (1881), e altri)

### Dispute
Petzval era molto esigente con sé stesso e con gli altri. Ciò era dovuto sicuramente al suo carattere critico, polemico e sarcastico, che lo portarono a molti conflitti, soprattutto in campo matematico.
In campo dell'acustica, Petzval ebbe una polemica con Christian Doppler: quest'ultimo, nel 1852, scrisse il libro dal titolo "Osservazioni sulle obiezioni del professor Petzval contro la correttezza della mia teoria".
La più lunga disputa fu quella con l'imprenditore Voigtländer: tutto iniziò nel 1845, quando Petzval sollevò la questione della frode per la prima volta. Poiché Petzval dopo aver ottenuto il brevetto del suo obiettivo da ritratto solo in Austria, fondò, insieme al produttore ottico austriaco Dietzler, una società che produceva le lenti Petzval con il nome di "Dialyt fotografico". Voigtländer aprì una società di produzione a Braunschweig in Germania, dove, nei seguenti 20 anni, realizzò circa 60.000 lenti Petzval commercializzandole con il nome di "Voightländer Orthoskop". A causa di continue interferenze da parte di Voigtländer, la società Petzval-Dietzler fallì nel 1862.
Quando Joseph minacciò di intraprendere azioni legali, Voigtländer chiuse il suo stabilimento in Austria nel 1866. Petzval avrebbe potuto riprendere la commercializzazione, ma smise di lavorare in campo ottico quando la sua casa fu derubata nel 1859 e i suoi manoscritti andarono persi e concentrò i suoi studi sull'acustica. Nel 1862, inoltre, smise anche di dare lezioni di ottica.

## Scoperte ed Invenzioni

### Ottica

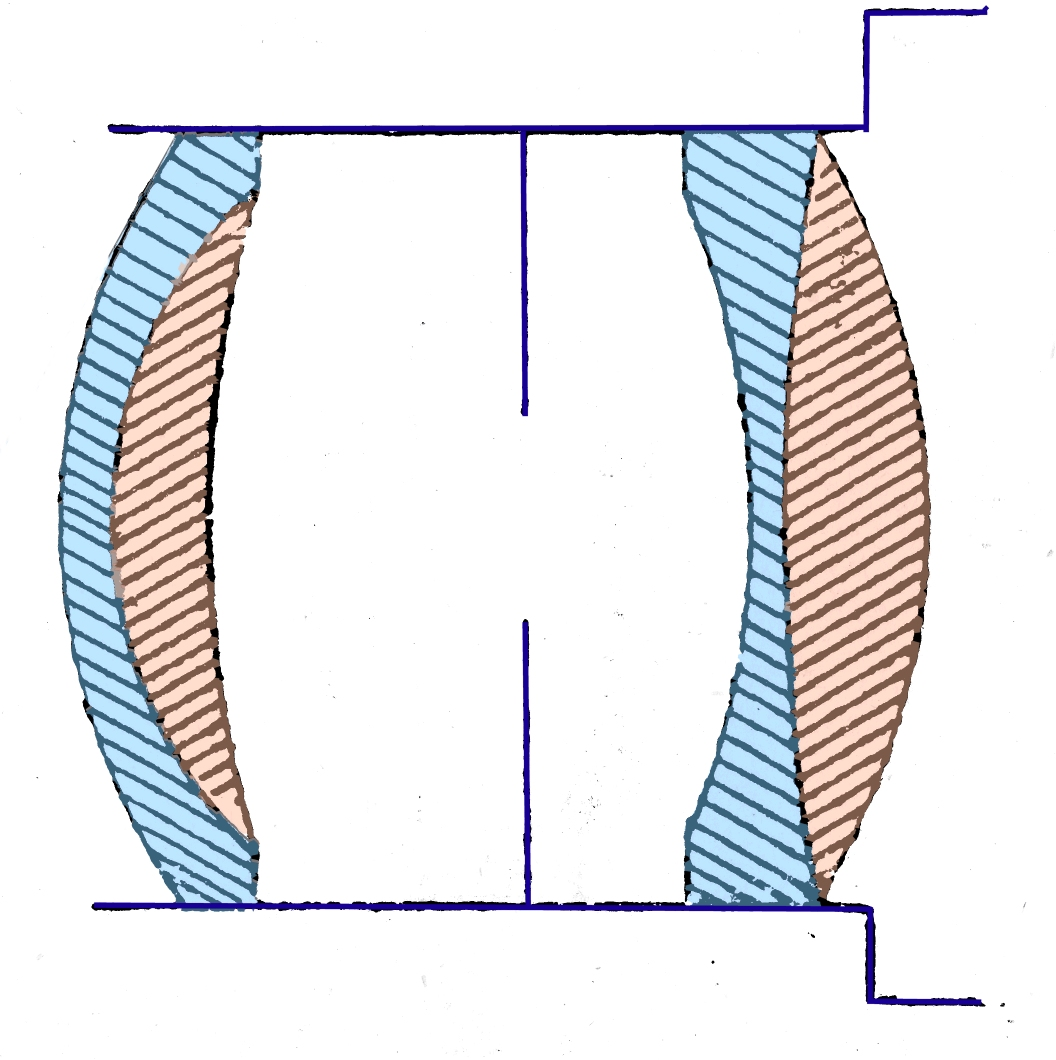
Schema di una lente da ritratto di Petzval del 1841

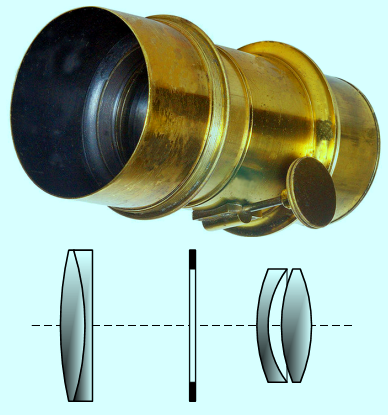
Lenti Petzval

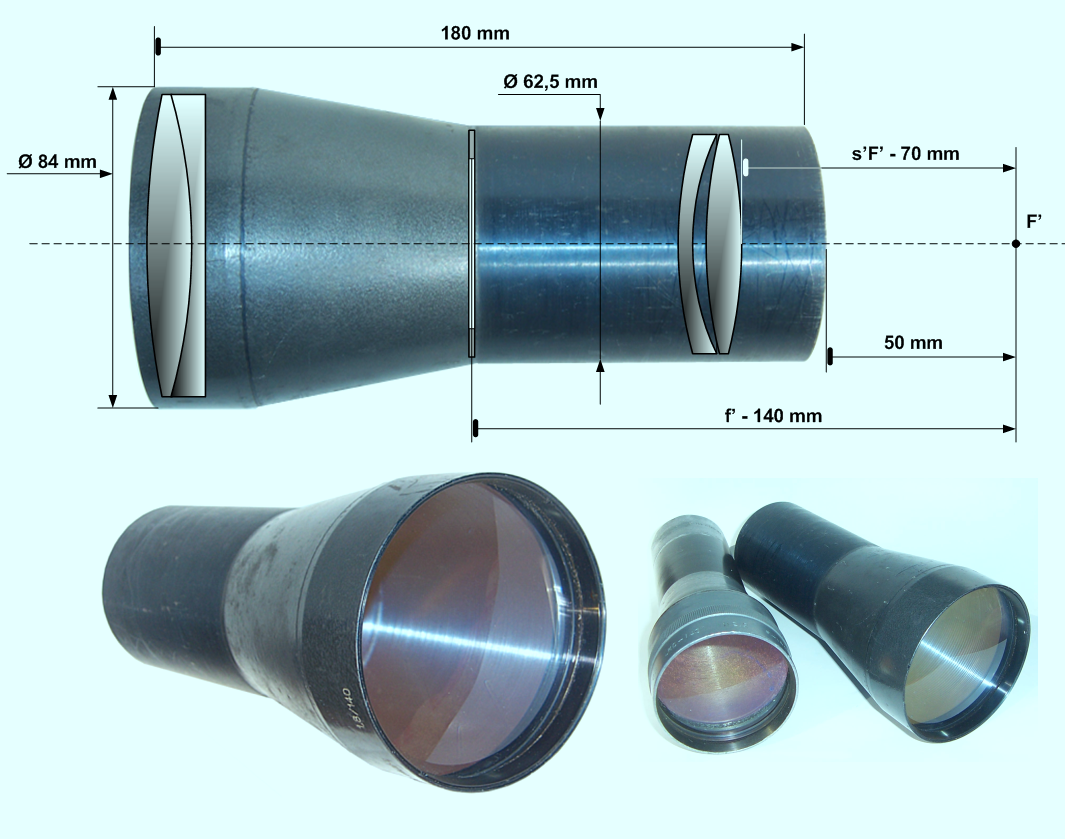
Lenti Petzval moderne

I più grandi successi di Petzval furono nel campo dell'ottica geometrica. Nel 1839, Louis Daguerre presentò la dagherrotipia, il primo procedimento fotografico per lo sviluppo di immagini. La calotipia, processo fotografico per lo sviluppo di immagini riproducibili con la tecnica del negativo / positivo inventata qualche anno prima da William H. Fox Talbot, non aveva riscosso alcun consenso commerciale. Petzval apprese molto dell'invenzione dal suo amico e professore viennese Andreas von Ettingshausen. Il dagherrotipo si rivelo presto problematico, in quanto, per creare un ritratto, richiedeva tempi di esposizione di circa 30 minuti. Su spinta del professor Ettingshausen, Petzval organizzò un seminario e un laboratorio a Kahlenberg (Vienna), da cui, dopo sei mesi di calcoli complessi, ne uscì con i primi progetti per migliorare le lenti dell'obiettivo, sia per la ritrattistica che per la fotografia di paesaggio. Poiché, a quel tempo, l'artiglieria era l'unica disciplina che utilizzava complessi calcoli matematici, l'arciduca Ludovico mise a disposizione otto artiglieri e tre caporali a supporto degli studi di Joseph. I calcoli fatti da questo gruppo di persone, furono considerati come il primo esempio di computazione parallela.
Le lenti da ritratto di Petzval, erano quasi totalmente prive di distorsioni cromatiche (erano costituite da una doppia lente acromatica, con quattro lenti in tre gruppi). L'intensità luminosa di questo obiettivo era sostanzialmente molto più elevata rispetto allo standard di Daguerre del 1839 (l'obiettivo Chevalier Wollaston, f/16). Con un'apertura di f/3.6 e una lunghezza focale di 160 mm permise di ridurre in modo cruciale i tempi di esposizione — 15 o 30 secondi rispetto ai 10 minuti precedenti. Nacque così la fotografia istantanea.
L'obiettivo da ritratto era costituito da una doppia lente cementata di fronte (f / 5) e una doppia lente separata da uno spazio nella parte posteriore; la doppia lente posteriore era necessaria per la correzione sferica delle immagini. L'obiettivo Chevalier usava due doppie lenti cementate, ma fu sostituito dalla lente Petzval: l'obiettivo da ritratto Petzval fu, sostanzialmente, la prima lente cementata di uso diffuso.
Le prime lenti erano piuttosto piccole e avevano un diametro di 2,6 cm. I 1.856 obiettivi Petzval prodotti da Dietzler avevano, invece, un diametro di 15 cm e un peso di 15 kg, e producevano ritratti di misura 33 per 42 cm.
Nel 1840, Petzval, dietro un pagamento di 2.000 fiorini, diede il permesso (senza un brevetto o un contratto) all'imprenditore viennese Peter Wilhelm Friedrich von Voigtländer di produrre le sue lenti; ciò portò, in seguito, a una polemica duratura tra Petzval e Voigtländer. Dopo aver elaborato il processo di produzione con propri calcoli, Voigtländer produsse un prototipo nel Maggio del 1840 e, l'anno successivo, iniziò la produzione di lenti per le fotocamere dagherrotipo, guadagnando una fortuna. Le telecamere termoioniche erano fatte di ottone ed utilizzavano piastre dagherrotipo rotonde da 8 cm di diametro. Nel 1841, furono prodotte 600 di queste fotocamere e vendute ad un prezzo di 120 fiorini l'una. Voigtländer ricevette anche una medaglia al Salone Mondiale di Parigi per questo successo. Queste prime fotocamere con il corpo di metallo, furono le antenate delle fotocamere moderne.

## Commemorazioni
Il Museo della Fotografia e Cinematografia "Jozef Maximilián Petzval", parte del Museo Slovacco della Tecnica di Košice, si trova a Spišská Belá, nella casa dove nacque Joseph. Sulla luna, sul lato più lontano, c'è un cratere nominato Petzval; molte strade della moderna Slovacchia, dell'Austria e dell'Ungheria portano il suo nome.
Nel 1980 un planetoide (3716 Petzval, 1980 TG), su richiesta dell'Istituto di Astronomia di Tatranská Lomnica e di alcuni scienziati cechi, fu dedicato a Petzval. L'obiettivo per ritratti di Petzval rese possibile la scoperta di molti pianetoidi durante il XIX secolo. Il Ministero dell'Istruzione austriaco, nel 1928, ha istituito la "Medaglia Petzval" che viene conferita a coloro che ottengono importanti scoperte nel campo della fotografia scientifica.

## Opere
- Bericht über die Ergebnisse einiger dioptrischen Untersuchungen (Pest, 1843)
- Eigenschaften einer guten Camera-Obscura (Vienna, 1847)
- Integration der linearen Differenzialgleichungen mit Constanten und veränderlichen Coefficienten, I–II. (Vienna, 1853–1859)
- Berichte über optische Untersuchungen (Vienna, 1857)
- Über das neue Landschaft – als Fernobjektiv (Vienna, 1858)
- Theorie der Störungen der Stützlinien (bei Gewölben und Hängebrücken) (Lipsia, 1904–1905)
- Theorie der Tonsysteme (Lipsia, 1904–1905)
- Aus den Vorlesungen über Ballistik. Ein Beitr. zur Geschichte der Ballistik (Lipsia, 1908)